# Pfarrkirche Hirschstetten

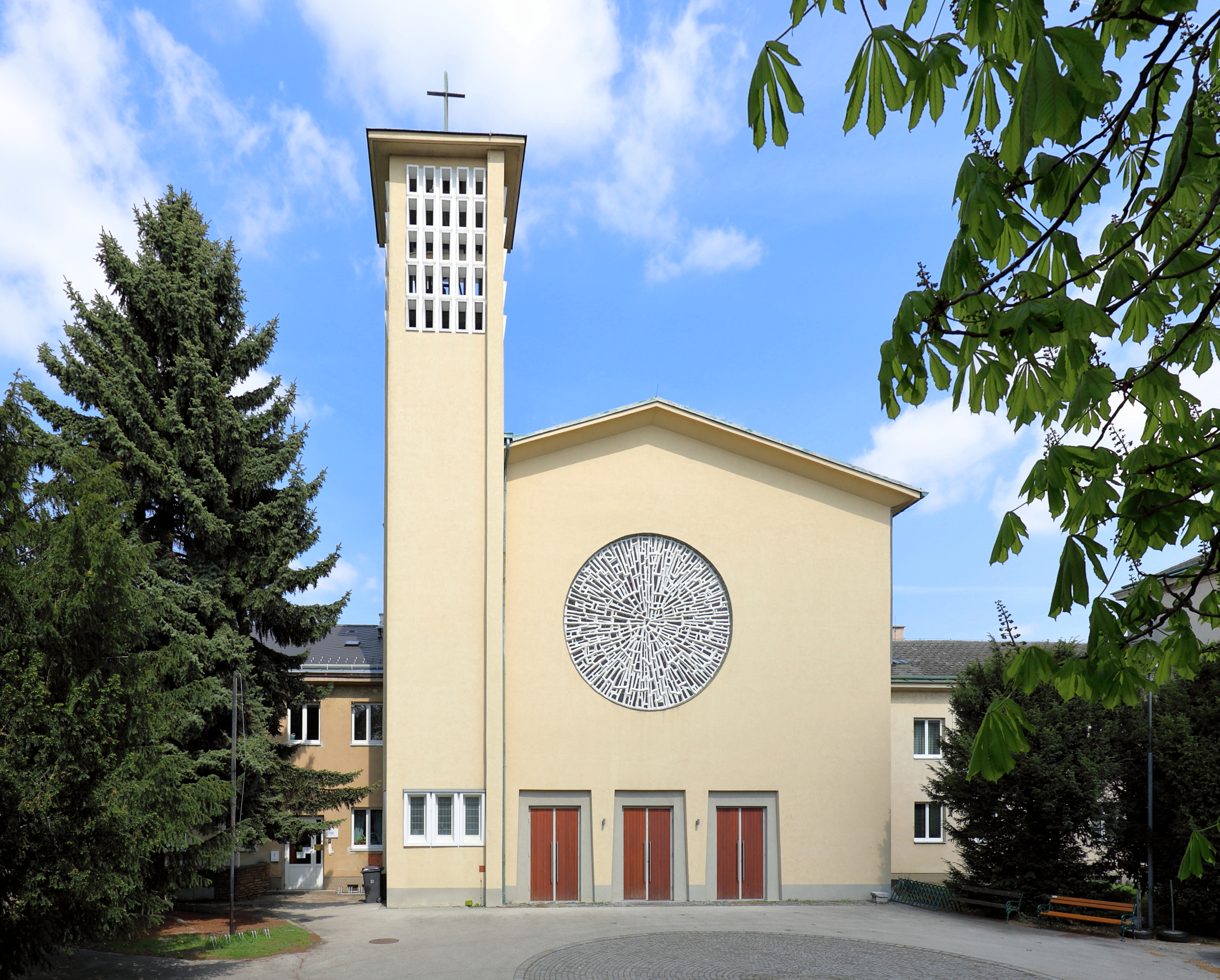
Mariä-Himmelfahrt-Kirche

Die Pfarrkirche Hirschstetten steht an der Hirschstettner Straße im Stadtteil Hirschstetten im 22. Wiener Gemeindebezirk Donaustadt. Diese römisch-katholische Pfarrkirche mit dem Namen Mariä Himmelfahrt gehört zum Stadtdekanat 22 der Erzdiözese Wien. Benannt ist sie nach der in den Himmel aufgenommenen Gottesmutter Maria. Die Kirche im Bereich des ehemaligen Schlosses Hirschstetten steht unter Denkmalschutz.

## Geschichte
Im Jahr 1952 erwarb der Orden der Claretiner die ehemalige Schlossanlage Hirschstetten von der Familie Pirquet und gründete die Pfarre Hirschstetten. Anschließend wurde nach den Plänen des Architekten Walter Prutscher von 1959 bis 1961 auf dem Areal, das im Zweiten Weltkrieg größtenteils zerstört worden war, die Pfarrkirche errichtet.

## Architektur
Die Kirche ist ein schlichter Saalbau mit Giebelfront und seitlichem Glockenturm. Der hohe Kirchenraum mit Flachdecke unter einem Satteldach mit einer geschwungenen Orgelempore hat eine Chornische. Das Holzkruzifix und der Tabernakel wurden vom Bildhauer Oskar Höfinger gestaltet.